# Alireza Alavian

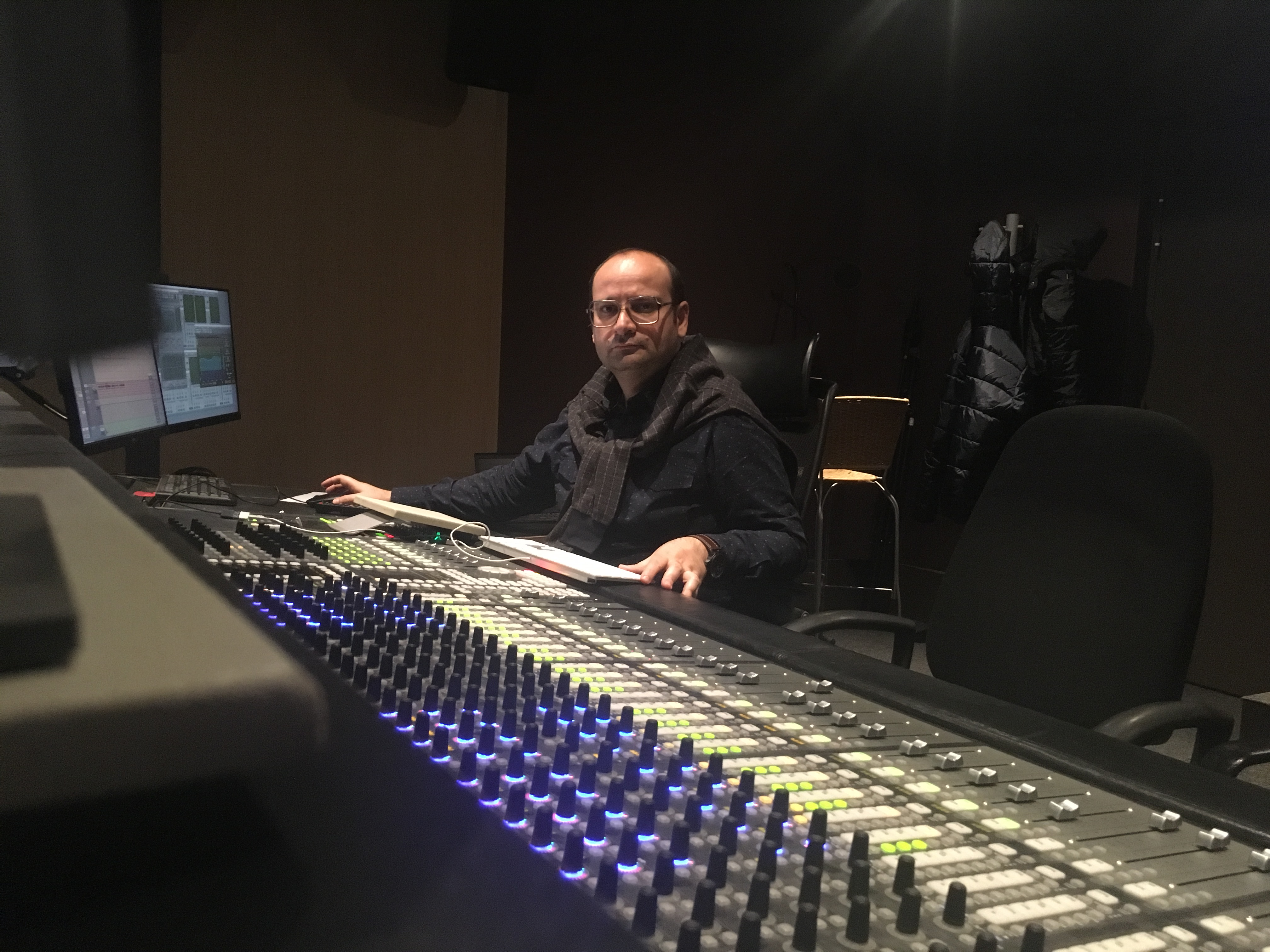
Alireza Alavian

Alireza Alavian (persisch علیرضا علویان, * 17. Dezember 1979 in Tehran, Iran) ist ein iranischer Filmproduzent, Filmtonmeister und Sound Designer.
Seine Karriere im Kino hat in 2001 als Tonassistent begonnen. Seit 2003 war er Tonmeister bei „Salade Fasl“ unter der Regie von Fereydoun Jeyrani. Er hat mit vielen anderen bekannten iranischen Regisseuren zusammengearbeitet. Er hat viele Soundpreise gewonnen, darunter den Ersten Internationalen Soundpreis im iranischen Film für Sounddesign und Soundbearbeitung des Kurzfilms „An Sooy e Bonbast (2012)“ beim Best Short Competition - California Film Festival.

## Auszeichnungen und Ehrungen

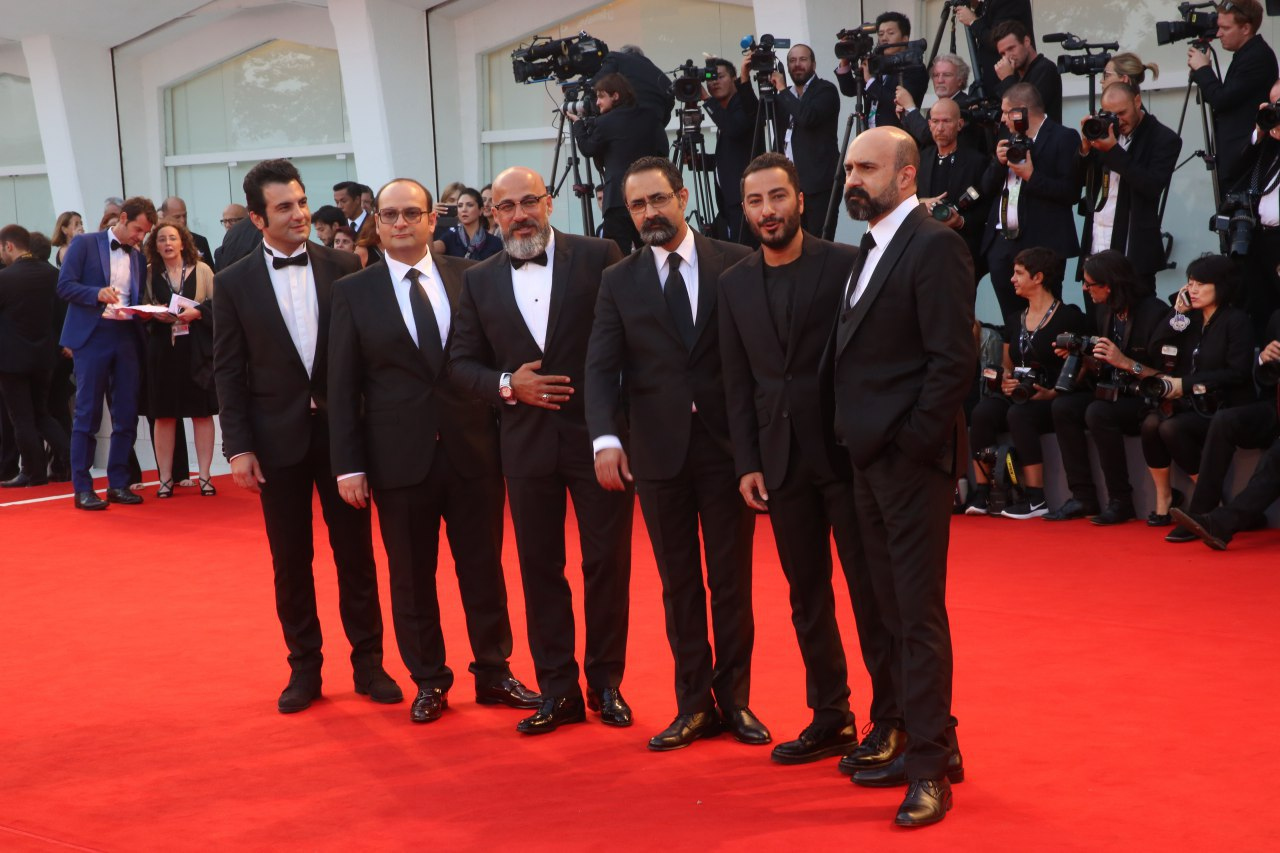
Alireza Alavian, Amir Aghaei, Vahid Jalilvand, Navid Mohammadzadeh, Ali Jalilvand im Internationale Filmfestspiele von Venedig 2017.

### Auszeichnungen
- 2010: Crystal Simorgh vom 28. Fajr International Film Festival für den besten Sound-Mix und Tonbearbeitung für den Film “Anahita”[1]
- 2011: Preis der Jury des Jam-e-Jam Television Festival für die beste Tonbearbeitung für den Film “Stories and Varieties”[2]
- 2012: Preis von Merit für die beste Tonbearbeitung für den Film “An Sooy e Bonbast”[3]
- 2013: Golden Jasmine für die beste Tonbearbeitung für den Film “Drei Fische”[4]
- 2014: Jurypreis der iranischen Vereinigung der Filmkritiker und Schriftsteller für die beste Leistung im Bereich Sound Mixing ”Che”[5]
- 2014: Crystal Simorgh vom 32. Fajr International Film Festival für den besten Sound Mix & Editing für den Film “Che”[6]
- 2014: Goldener Preis des Internationalen Teheraner Animationsfestivals für die beste Tonbearbeitung für den Film “They alive”[7]
- 2017: Crystal Simorgh vom 35. Fajr International Film Festival für den besten Sound Mix & Tonbearbeitung für den Film “No Date, No Signature”
- 2018: Crystal Simorgh vom 36. Fajr International Film Festival für besten Sound Mix & Editing für die Filme “Damascus Time” und “Sheeple”

### Nominierungen
- 2007: Nominierung der Preis der Jury der 12. Iran Cinema Celebration für den besten Sound Mix & Editing für den Film “Miss Iran”
- 2009: Nominierung vom Crystal Simorgh vom 28. Fajr International Film Festival für den besten Sound Mix & Editing für den Film “Bidari-e Royaha”
- 2015: Nominierung vom Crystal Simorgh zum 33. Fajr International Film Festival für den besten Sound Mix & Editing für den Film “I Am Diego Maradona”